# Месхетинцы
Месхети́нцы, ме́схи (груз. მესხები [meskhi]) — этнографическая группа грузинского народа, говорящие на месхской группе диалектов грузинского языка. В узком понимании, живущие в Самцхе.

## Расселение
Месхские этнографические группы ныне расселены в грузинском регионе Самцхе-Джавахети и в северо-восточной Турции, в исторической Тао-Кларджети. К месхам относят проживающих в Аджарской Автономной Республике аджарцев, которые сформировались отдельной этнографической группой в высокогорном ущелье реки Аджарисцкали.

## История
Первое упоминание о месхах встречается в VI веке до н.э.. Древнегреческий историк и географ Гекатей Милетский в своем "Землеописании" пишет о мосхах, как
колхском племени:"Мосхи, племя колхов, соседнее с матиенами."
Первое упоминание страны месхов встречается у Страбона в I веке н.э. Античный историк и географ в своей "Географии" пишет, что в стране мосхов "Мосхикэ"(Moschikê) "находятся основанное Фриксом святилище Левкофеи и оракул Фрикса, где не приносят в жертву барана" и она разделена между Колхидой, Иберией и Арменией.
Позже, в византийской историографии название «мосхи» (Moschoi) было эквивалентно названию предков «каппадокийцев» (Евсевий), столицей которых был город Мазака (позднее Кесария Мазака, ныне Кайсери).
В средневековой Грузии месхи играли значительную политическую и культурную роль.
Позже, после распада единого грузинского царства Месхети была захвачена Османской империей.

## Процесс денационализации
Средневековое государство месхов Самцхе-Саатабаго было завоевано Османской империей в 1628 году, после чего начинается процесс денационализации месхского этноса. В связи с распространением ислама у месхов-мусульман формировалось отдельное от картвелов-христиан самосознание. Они именовали себя «гюрджами» вместо «картвели», что они ассоциировали с названием христианских сородичей.
После прихода России в регион и османо-русских войн, конфронтация между грузинами-христианами и мусульманами растет. Российская политика рехристианизации народов Кавказа потерпела неудачу. Так, русский лингвист и этнограф в своем труде «Поездка в Ахалцыхский уезд» («Западное Кавказское отделение Императорского русского географического общества», кн. VIII, 1872 год) замечал: «На первых порах русского владычества шло довольно успешно дело православной пропаганды. Что касается до омусульманенных грузин, то они называли себя татарами и говорили все, без исключения, по-турецки. Говорили многие из них и по-грузински, но они зачастую притворялись не знающими грузинского языка. Говорящие по-грузински сохранили в употреблении, по уверению знатоков, древнее грузинское наречие.»

## Депортация
В 1830-х годах после перехода восточной части Ахалцыхского пашалыка к Российской империи мусульмане месхи подверглись массовому мухаджирству, в основном из области Джавахети. Их потомки до сих пор компактно живут в Турции вместе с грузинскими мухаджирами последующей волны. Старшее поколение помнит грузинский язык.
В 1944 году месхи-мусульмане подверглись депортации вместе с другими мусульманскими этносами Самцхе-Джавахети: турками, азербайджанцами (племя терекеме), курдами. Чтоб не вызвать раздражение грузинского общества, все эти народы были записаны турками.
Части месхов-мусульман удалось вернуться после реабилитации депортированных народов. Им удалось восстановить фамилии и национальное самосознание. Выступают за возвращение остальных потомков депортированных месхов-мусульман и выступают против употребления термина «турки-месхетинцы», особенно в отношении отуреченных в языковом плане потомков месхов, ибо, как они объясняют, этот термин был создан искусственно во второй половине XX века.
Потомки отуреченных месхов идентифицируют себя как «йерли («коренные») мусульманами»
В указе президента Грузии от 9 декабря 1998 «О государственной программе решения социальных и правовых проблем депортированных и репатриированных в Грузию месхов» впервые на правовом уровне был зафиксирован факт этноцида грузинского населения месхской субэтнической группы со стороны властей СССР: "Постановлением ном. 6279 Комитета Государственной Безопасности СССР от 31 июля 1944 года из Южной Грузии, конкретно из Самцхе-Джавахети в результате политических репрессий в отношении части населения, в том числе этнических грузин, была осуществлена депортация. Через депортацию, советский режим осуществил этноцид этнических грузин, ибо СС Республика Грузия не имела реального государственного суверенитета.

## Язык
Говорят на диалектах месхской группы картлского языка. Существует мнение, что на территории исторической Месхети существовал ныне исчезнувший картвельский язык, который занимал промежуточное положение между занским языком Колхиды и грузинским языком Иберии.

## Религия
Часть месхетинцев исповедует православие и относится к грузинской православной церкви. Остальная часть — католики и мусульмане-сунниты.

## Быт и культура
Восточные месхетинцы от остальных грузин отличаются большей замкнутостью, неразговорчивостью и прямолинейностью. Исторически были известны как непревзойденные воины, стояли в авангарде грузинских войск. В годы абхазской войны месхетинский батальон считался одним из самых эффективных.
Западные месхи характеризуются более открытым характером. Известны характерными выразительными и живыми песнями и танцами, вроде гандагана, хелгашлила, а так же самобытным костюмом — чакура.

## Известные месхи
К месхетинцам себя относил знаменитый грузинский поэт Средневековья — Шота Руставели, автор поэмы "Витязь в тигровой шкуре".